# .store
.store - ogólna domena najwyższego poziomu systemu nazw domen używanych w Internecie. Było to pierwsze rozszerzenie domeny uruchomione specjalnie dla handlu elektronicznego.

## Historia
W 2012 roku ICANN ogłosiła, że będzie poszerzać zakres rozszerzeń domen w celu dalszej organizacji Internetu. 7 firm, w tym Radix, Google, Amazon, Uniregistry, Donuts i Top Level Domain Holdings Ltd. złożyło wnioski o utworzenie tej TLD.
.store została uruchomiona w czerwcu 2016 r. Obecnie jest własnością i jest zarządzana przez firmę Radix, założoną przez Bhavina Turakhię.

## Użycie
Domena .store jest używana przez szereg witryn internetowych w sektorze e-commerce a także w sektorze sportowym i sprzedaży towarów.